# Uplawmoor
Uplawmoor est un village situé dans l’East Renfrewshire, en Écosse.